# Apoplanesia
Apoplanesia – rodzaj drzew z rodziny bobowatych. Obejmuje w zależności od ujęcia jeden (A. paniculata) lub dwa gatunki. Występują one w Ameryce Centralnej na południe od południowego i wschodniego Meksyku po północno-zachodnią Amerykę Południową (Wenezuelę). Rośliny te zasiedlają suche lasy. Gatunek Apoplanesia paniculata uprawiany jest jako roślina ozdobna. Z jego kory pozyskiwany jest żółty barwnik, wykorzystywane jest także bardzo twarde drewno.

## Systematyka
Rodzaj z plemienia Amorpheae z podrodziny bobowatych właściwych Faboideae w rodzinie bobowatych Fabaceae. W obrębie plemienia zajmuje pozycję siostrzaną względem kladu obejmującego rodzaje Errazurizia i Eysenhardtia.
Wykaz gatunków
- Apoplanesia cryptopetala Pittier
- Apoplanesia paniculata C.Presl